# Andrea Keszler
Andrea Keszler (Tatabánya, 29 luglio 1989) è una pattinatrice di short track ungherese.

## Biografia
Ha rappresentato la nazionale ungherese ai Giochi olimpici di Vancouver 2010 e Soči 2014.
Ha vinto la medaglia d'argento ai Campionati mondiali di short track di Rotterdam 2017 nel concorso della staffetta 3000 metri, con le compagne di nazionale Bernadett Heidum, Sára Bácskai e Petra Jászapáti.

## Palmarès
- Campionati mondiali di short track

Rotterdam 2017: argento nella staffetta 3000 m.
- Campionati europei di short track

Torino 2017: argento nei 1000m e nella staffetta 3000 m.
Dresda 2018: argento nella staffetta 3000 m.